# Нечуйвітер мукачівський
Нечуйві́тер мукачівський (Hieracium mukaczevense) — вид рослин з родини айстрових (Asteraceae), ендемік Закарпаття.

## Опис
Багаторічна рослина заввишки 30–40 см. Рослини сильно облиствлені. Прикореневих листків 3, широколанцетних, з 5–7 розставленими трикутними гострими зубцями, світло-синьо-зелених, знизу фіолетових; стеблових листків 4, широколанцетних. Загальне суцвіття вильчато-волотисте, з 4 кошиками. Листочки обгорток трикутно загострені, помірно залозисті.

## Поширення
Поширений в Україні. Вид зростає у дубових і букових лісах — у Закарпатті (Мукачево, с. Новоселиця, полонина Рівна).